# Guti
José María Gutiérrez Hernández (n. 31 octombrie 1976, Torrejón de Ardoz, Spania), cunoscut ca Guti, este un fost mijlocaș ofensiv spaniol. A jucat aproape exclusiv pentru Real Madrid, exceptând un ultim sezon pe care l-a jucat în Turcia, la Beșiktaș, ajutând Realul să câștige 15 trofee (din care 3 Ligi ale Campionilor și 5 titluri în La Liga), fiind vice-căpitanul echipei, jucând peste 500 de partide oficiale pentru madrileni. A jucat 13 partide pentru echipa națională de fotbal a Spaniei, reușind să marcheze de 3 ori.

## Real Madrid

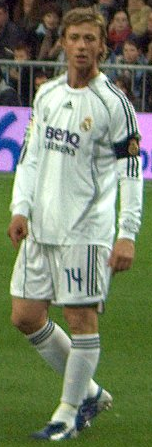
Guti căpitan la Real Madrid

Guti și-a început cariera la Real Madrid încă din 1986, postul lui inițial fiind de atacant, fiind mai apoi reprofilat mijlocaș. Pe data de 2 decembrie 1995 și-a făcut prima apariție pentru echipa mare contra Sevilliei, meci câștigat de Real cu 4-1. A terminat sezonul cu 1 gol în 9 apariții.
În 1997, Guti și-a adăugat încă 2 trofee în palmares: titlul La Liga și Supercupa Spaniei, marcând tot în gol, de data aceasta în 17 partide. În sezonul 1997-1998, Guti a reușit să mai câștige 2 trofee: Liga Campionilor și Cupa Intercontinentală. Tot în acel sezon și-a început cariera pentru echipa națională de fotbal a Spaniei Under-21.
În sezonul 1999-2000, chinuindu-se să-l înlocuiască cât mai bine pe Clarence Seedorf, a fost eliminat după ce a lovit un adversar în cădere. Tot în acel sezon a reușit să captureze Liga Campionilor și să înscrie 6 goluri în 28 de meciuri, următorul sezon fiind cel mai bun din cariera sa, marcând 14 goluri jucând ca atacant din cauza accidentărilor lui Fernando Morientes, contribuind și la câștigarea al celui de-al 27-lea titlu La Liga, dar și la câștigarea altei supercupe a Spaniei.
După cumpărarea lui Ronaldo în 2002, Guti s-a reîntors la poziția de mijlocaș, și golurile sale s-au redus substanțial, marcând 8 în 63 de partide.
Sezonul 2004-2005 a fost cel mai slab în materie de goluri pentru Guti, acesta nereușind să marcheze pentru prima dată în șapte sezoane cu Real Madrid, unicul gol al lui fiind totuși înscris contra lui San Marino pe plan internațional, în februarie 2005. În următorul sezon a marcat 6 goluri în 43 de jocuri.
După alegerea lui Ramón Calderón ca președinte al clubului, și cu dorința arzătoare de a-l cumpăra pe Kaká de la AC Milan, viitorul lui Guti era nesigur la Real Madrid. Atlético Madrid părea să fie interesată de el, dar a decis să rămână, deoarece și Kaká a decis să stea cu Rossonerri.
După retragerea lui Zinedine Zidane, Guti s-a găsit pe poziția sa preferată, playmaker, având un sezon extraordinar, jucând doar 32 de minute din postura de rezervă, ajutând-o pe Real Madrid să câștige cel de-al 30-lea titlu La Liga.
Pe data de 10 februarie 2008, Guti a avut o prestație extraordinară, marcând 2 goluri și oferind 3 pase de gol într-o partidă contra Realului Valladolid, meci care s-a terminat 7-0 pentru echipa sa, fiind ales Omul Meciului, câștigând încă un titlu de campioană La Liga. Pe data de 14 septembrie a marcat cel de-al 5000-lea gol al clubului într-o victorie cu 4-3 contra Numanciei.

## Beșiktaș

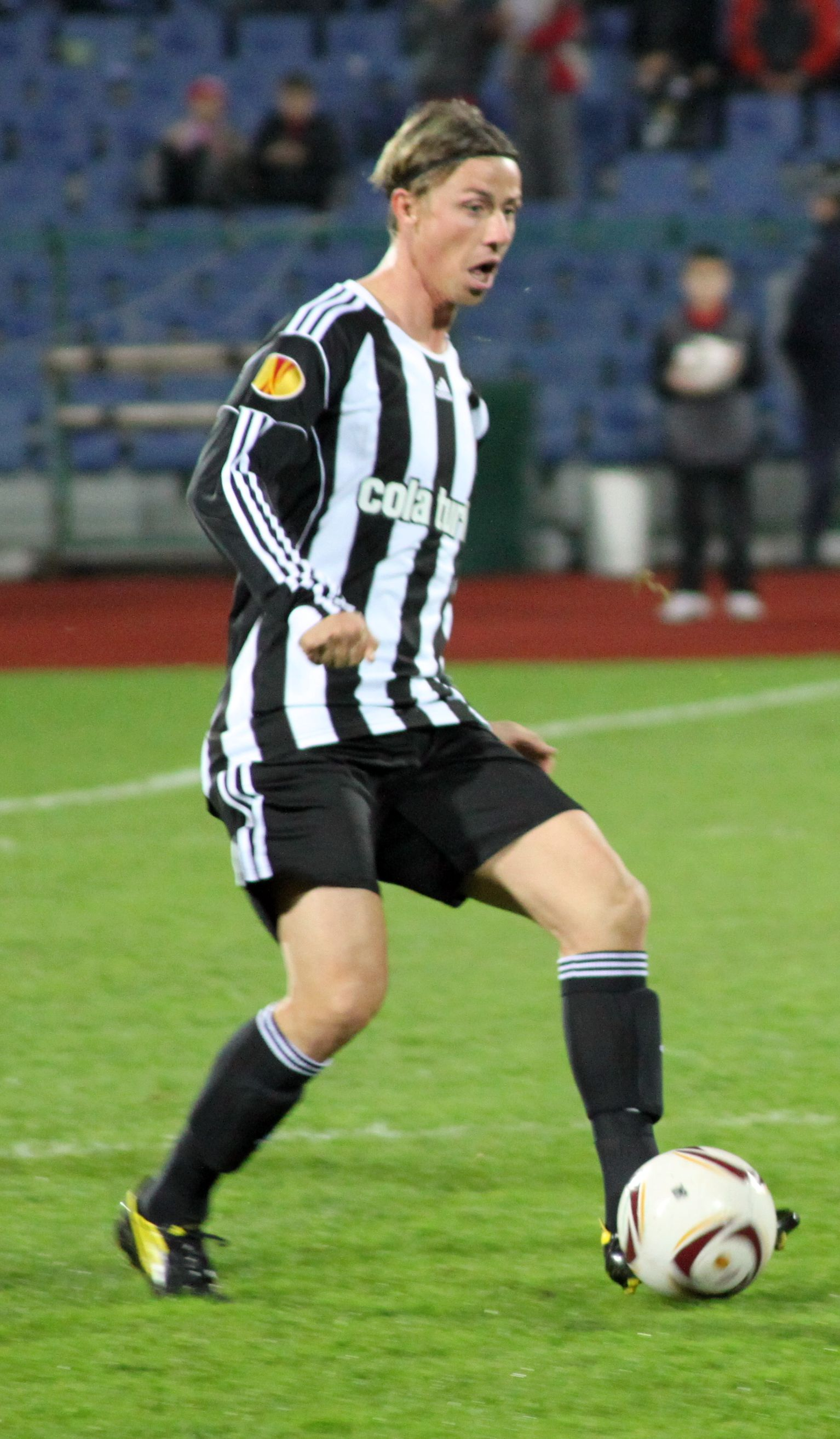
Guti evoluând la Beşiktaş

După venirea lui Kaká, Guti a decis să se transfere la Beșiktaș, în Turcia, pe data de 25 iulie 2010, după ce a servit Real Madrid aproape 25 de ani. Contractul a fost de 2 ani. Și-a început cariera la Istanbul contra Bucaspor, fiind asistentul unicului gol al meciului. Pe data de 28 noiembrie 2010, Guti a contribuit la prima victorie a echipei sale pe terenul lui Galatasaray în 8 ani, cu 1 gol și 1 asist. Unicul trofeu în Turcia l-a câștigat pe data de 11 mai 2011 contra unei rivale din Istanbul, trofeul câștigat fiind Cupa Turciei.
Pe data de 15 noiembrie 2011, în urma unei plângeri a lui Carlos Carvalhal (noul manager al clubului), i-a fost reziliat contractul.
Pe data de 21 septembrie 2012 și-a anunțat retragerea, după aproape un an fără club. El a spus: "Mă voi antrena să ajung director sportiv sau antrenor și mi-ar plăcea să antrenez tineri... Chiar mi-ar plăcea să antrenez echipa de tineret a lui Real Madrid. Acesta este visul meu."

## Cariera internațională
Guti a jucat 13 meciuri pentru echipa națională de fotbal a Spaniei, marcând 3 goluri.
| #  | Dată              | Stadion                               | Oponent         | Scor | Rezultat | Competiție |
| -- | ----------------- | ------------------------------------- | --------------- | ---- | -------- | ---------- |
| 1. | 12 octombrie 2002 | Carlos Belmonte, Albacete, Spania     | Irlanda de Nord | 2–0  | 3–0      | Euro 2004  |
| 2. | 12 februarie 2003 | Son Moix, Palma de Mallorca, Spania   | Germania        | 3–1  | 3–1      | amical     |
| 3. | 9 februarie 2005  | Juegos Mediterráneos, Almería, Spania | San Marino      | 4–0  | 5–0      | CM 2006    |

## Trofee

### Club
Real Madrid
- Cupa Intercontinentală: 1998, 2002
- Liga Campionilor: 1997–98, 1999–2000, 2001–02
- Supercupa UEFA: 2002
- La Liga: 1996–97, 2000–01, 2002–03, 2006–07, 2007–08
- Supercupa Spaniei: 1997, 2001, 2003, 2008

Beșiktaș
- Cupa Turciei: 2010–11

### Internațional
Spania U18
- CE Under-18: 1995

Spain U21
- CE Under-21: 1998

## Viața personală
Pe data de 22 iunie 1999, Guti s-a însurat cu Arancha de Benito, o celebritate TV. După divorț, au rămas prieteni, având și 2 copii: Zaira și Aitor.